# Dinitrato de etilenglicol
El dinitrato de etilenglicol (EGDN, NGC), también conocido como nitroglicol, es un compuesto químico explosivo, líquido oleoso amarillento, obtenido por nitración del etilenglicol. Es similar a la nitroglicerina en fabricación y propiedades, aunque es más volátil y menos viscoso.

## Propiedades

### Físicas
Es un líquido volátil incoloro en estado puro, y amarillento en estado bruto. Es ligeramente soluble en agua y no higroscópico. Es fácilmente soluble en la mayoría de disolventes orgánicos. La presión de vapor a baja temperatura es relativamente baja.
| Presión del vapor de nitroglicol |         |       |      |      |     |     |     |
| presión                          | in mbar | 0,006 | 0,05 | 0,35 | 1,7 | 7,8 | 29  |
| Temperatura                      | in °C   | 0     | 20   | 40   | 60  | 80  | 100 |

Peso molecular 152,07, contenido en nitrógeno 18,42%, balance de oxígeno OB = 0% para CO2, y OB = 21% con emisión de CO. Punto de congelación -22,75 °C (frente a 13,1 °C para la nitroglicerina), punto de congelación dado en [ 2 ] es -22,3 °C; el punto de ebullición 199 °C a 760 mm Hg (con descomposición).
Cuando se calienta rápidamente en una atmósfera de presión explotó a 215 °. Precedido por la descomposición parcial análoga a la que se da en el caso de la nitroglicerina.

### Explosivas
- Velocidad de detonación en un tubo de acero de 35 mm de diámetro - 8300 m / s.
- Volumen de gases productos de la explosión  - 738 litros por kilogramo
- Calor de la explosión  - 6.9 MJ / kg.
- Ensayo de Trauzl - 650 cm ³ (TNT - 285)
- Temperatura de la explosión 4230 °C.

### Químicas
Al calentar con soluciones de álcalis, se lleva a cabo la solución gradual con saponificación, similar a la de la nitroglicerina. Con hidróxido de potasio, (KOH), reacciona violentamente con la formación de nitrato de potasio y glicolato. La prueba de la pureza química se lleva a cabo con el método Nitrometer, creado por Lange, pero modificado por DuPont Co. contenido de N de dinitrato de etilenglicol debe ser de 18,42%, frente al 18,50 para el nitroglicerina. La temperatura crítica entre 114 a 116 grados.

## Síntesis
L. Henry fue el primero en obtener dinitrato de etilenglicol puro en 1870, dejando caer pequeñas cantidades de etilenglicol en una mezcla de ácidos nítrico y sulfúrico enfriada a 0 grados.
La nitración directa de glicol se lleva a cabo exactamente de la misma manera, con el mismo aparato, y con los mismos ácidos mixtos como nitración de glicerina. En la nitración de prueba de etilenglicol anhidro (100 g) se añade a 625 g de la mezcla de ácidos, 40% HNO3 y 60% H2SO4. A 10-12 °C, el rendimiento es de 222g y se reduce a 218 g cuando la temperatura se eleva a 29-30 °C  En la nitración comercial, los rendimientos obtenidos de glicol de 100 kg anhidro y 625 kg de mezcla de ácidos que contienen 41% de HNO3, 58% de H2SO4 y 1% de agua fueron 222,2 kg de nitroglicol con la nitración temperatura de 10-12 °C y sólo 218,3 kg a 29-30 °C. Esto significa 90,6% del teórico, en comparación con 93,6% con nitroglicerina.
La separación del nitroglicol es la misma que la separación de nitroglicerina, como resultado de la menor que la viscosidad que la de la nitroglicerina la separación del nitroglicol es más rápida. El nitroglicol enjaguado se produce de la misma manera que la nitroglicerina, con la diferencia de que sólo utiliza el lavado en frío debido a la alta volatilidad del nitroglicol. El líquido de lavado para cada operación de lavado es una cantidad igual al volumen de nitroglicol. Después el nitroglicol lavado se filtra. La obtención de nitroglicol es muy peligrosa, pero menos la de la nitroglicerina.
Los principales métodos de obtención de:
- Esterificación del etilenglicol
- Nitración de etileno
- Producción directa a partir de etileno gaseoso . Este método fue introducido después de la Primera Guerra Mundial por la Chemische Fabrik Kalk, GmbH en Köln-Kalk por el Dr. H. Oehme y más tarde se patentó en EE. UU.
- Preparación mediante óxido de etileno
- Preparación por el método de Messing de etileno a través de clorhidrina y óxido de etileno
- Preparación por el método de duPont

## Usos
El nitroglicol fue utilizado en la fabricación de explosivos para bajar el punto de congelación de la nitroglicerina, con el fin de producir dinamita para su uso en un clima más frío, porque sino la nitroglicerina a temperaturas cercanas a 0 °C comienza a dilatarse y para salir de los cartuchos de dinamita, con consecuencias fácilmente imaginables.
Debido a su volatilidad lo hizo servir como indicador de detección en algunos explosivos plásticos , por ejemplo, Semtex , para permitir una más fiable de detección de explosivos , hasta 1995, cuando fue sustituido por el dimetildinitrobutano. Es considerablemente más estable que el trinitrato de glicerilo, debido a la falta de grupos hidroxilo secundarios en el precursor poliol.

## Seguridad
Los efectos farmacológicos similares a los de la nitroglicerina, con dolor de cabeza cuando se producen un envenenamiento severo. Al igual que otros nitratos orgánicos, dinitrato de etilenglicol es un vasodilatador  y se absorbe por la piel. El límite de exposición profesional es 1,6 mg · m -3 o 0,25 ppm.